# Roman Sergejewitsch Kostomarow
Roman Sergejewitsch Kostomarow (russisch Роман Сергеевич Костомаров, * 8. Februar 1977 in Moskau, Sowjetunion) ist ein ehemaliger russischer Eiskunstläufer, der im Eistanz startete und wegen einer Verletzung seine Karriere beenden musste.

## Werdegang
Roman Kostomarow begann erst im Alter von neun Jahren mit dem Eiskunstlaufen. Zuvor war er Schwimmer. Als sich beim Schwimmen jedoch keine Entwicklung abzeichnete, brachte ihn seine Mutter zu einem Eislaufplatz. Mit elf Jahren wurde er dort von einem Trainer entdeckt und zum Eistanz gebracht. 1996 wurde Kostomarow mit seiner damaligen Eistanzpartnerin Jekaterina Dawidowa Juniorenweltmeister im Eistanzen. Trotzdem ging diese Partnerschaft auseinander.
1998 liefen Tatjana Nawka und Roman Kostomarow ihre erste Saison zusammen. Sie wurden von Natalja Linitschuk und Gennadi Karponossow in Newark, Delaware trainiert. Auf Betreiben Natalja Linitschuks wechselte Roman Kostomarow die Partnerin und trainierte fortan mit Anna Semenowitsch, eine frühere Partnerin von Wladimir Fjodorow. Außerdem heiratete Tatjana Nawka den Trainer und ehemaligen Eistänzer Alexander Schulin im Jahr 2000 und machte eine Babypause. Ihre Tochter Sasha wurde im Mai 2000 geboren.

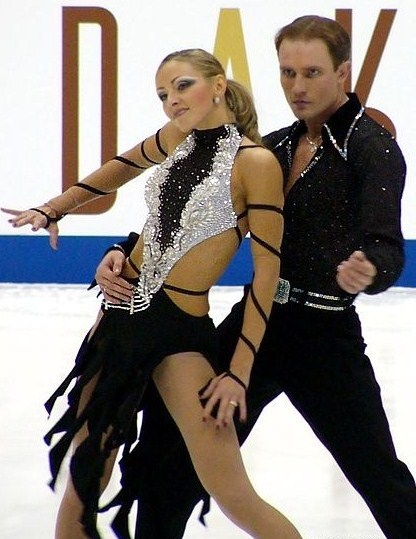
Kostomarow mit Eistanzpartnerin Tatjana Nawka (2004)

Nachdem sich Roman Kostomarow aufgrund von Erfolglosigkeit von Anna Semenowitsch getrennt hatte und Tatjana Nawka ihre Babypause beendet hatte, starteten beide wieder zusammen. Sie trainierten fortan bei Nawkas Ehemann Alexander Schulin und bei Jelena Tschaikowskaja in Hackensack, New Jersey.
Aus dem Jahr 2003 gingen Nawka und Kostomarow erstmals als russische Meister hervor: Bei der Europameisterschaft gewannen sie mit Bronze ihre erste Medaille bei einer großen internationalen Meisterschaft.
Die Saison 2003/04 begann mit Siegen bei sämtlichen Grand-Prix-Wettbewerben, an denen sie teilnahmen, namentlich Skate Canada, Cup of Russia und Cup of China. Auch das Grand-Prix-Finale konnten sie für sich entscheiden. Außerdem verteidigten sie ihren Titel bei den russischen Meisterschaften. In Budapest wurden sie erstmals Europameister und in Dortmund erstmals Weltmeister. Somit gewannen sie in dieser Saison alle Wettbewerbe, bei denen sie angetreten waren.
Nachdem Nawka und Kostomarow in der Saison 2004/05 ihren Titel beim Grand-Prix-Finale verteidigt hatten, verteidigten sie in Turin auch ihren Europameisterschaftstitel und in Moskau ihren Weltmeisterschaftstitel.
In der Saison 2005/06 siegten Nawka und Kostomarow zum dritten Mal hintereinander beim Grand-Prix-Finale. In Lyon wurden sie zum dritten Mal in Folge Europameister. Zum Abschluss ihrer Karriere gewannen sie olympisches Gold in Turin. Bei den Olympischen Spielen waren der Pflichttanz und der Originaltanz durch für das Eistanzen ungewöhnlich viele Fehler und Stürze der Medaillenkandidaten gekennzeichnet. Nachdem Nawka/Kostomarow im Pflichttanz noch den zweiten Platz belegt hatten, gewannen sie sowohl den Originaltanz als auch den Pflichttanz und wurden so Olympiasieger. Sie hatten in allen drei Teilwettbewerben die wenigsten Fehler gemacht.
Nach Ende seiner Sportkarriere kehrte Kostomarow aus den USA nach Russland zurück. Seit 2006 nahm er regelmäßig an Projekten vom Ersten Kanal teil, die von Ilya Averbukh produziert werden. Darüber hinaus probierte sich Kostomarov auch als Schauspieler: Im Jahr 2008 gab er sein Debüt in der Fernsehserie „Hot Ice“. 2010 wurden gleich zwei Filme mit seiner Beteiligung veröffentlicht: das Kriminaldrama „Close Enemy“ und die Komödie „In Treason“.
Im Juni 2004 heiratete Kostomarow die mehrfache österreichische Meisterin Julia Lautowa. Das Paar ließ sich jedoch später wieder scheiden. Von 2010 bis 2014 war Kostomarow mit der Eistänzerin Oxana Domnina verlobt, im Januar 2011 kam ihre gemeinsame Tochter zur Welt, im April 2014 heiratete das Paar. Sohn Ilya wurde im Januar 2016 geboren.
Am 10. Januar 2023 wurde Kostomarow mit einer schweren Lungenentzündung in ein Moskauer Krankenhaus eingeliefert. Sein Zustand verschlechterte sich massiv, sodass er Anfang Februar ins Koma versetzt und an lebenserhaltende Maschinen angeschlossen werden musste. Als bei ihm eine Gangrän diagnostiziert wurde, bei dem Teile des Gewebes des Körpers durch Blutunterversorgung absterben, mussten ihm in einer Operation beide Füße amputiert werden, sowie zwei Finger der linken Hand.
Da Eiskunstlauf in Russland sehr populär ist, ist auch die Anteilnahme am Schicksal Kostomarows dort sehr groß. Die Tatsache, dass Kostomarow seine drei Weltmeisterschaften und zwei europäischen Titel an der Seite von Tatjana Nawka errang, die 2015 den Kreml-Sprecher Peskow ehelichte, spielt auch eine Rolle.

## Ergebnisse Eistanz
(Saison 1999/2000 mit Anna Semenowitsch, sonst mit Tatjana Nawka)
| Meisterschaft / Jahr           | 1999  | 2000  | 2001  | 2002  | 2003  | 2004  | 2005  | 2006  |
| ------------------------------ | ----- | ----- | ----- | ----- | ----- | ----- | ----- | ----- |
| Olympische Winterspiele        |       |       |       | 10.   |       |       |       | 1.    |
| Weltmeisterschaften            | 12.   | 13.   | 12.   | 8.    | 4.    | 1.    | 1.    |       |
| Europameisterschaften          | 11.   | 10.   | 9.    | 7.    | 3.    | 1.    | 1.    | 1.    |
| Russische Meisterschaften      | 3.    | 2.    | 2.    | 2.    | 1.    | 1.    |       | 1.    |
| –                              |       |       |       |       |       |       |       |       |
| Grand-Prix-Wettbewerb / Saison | 98/99 | 99/00 | 00/01 | 01/02 | 02/03 | 03/04 | 04/05 | 05/06 |
| Grand-Prix-Finale              |       |       |       |       | 2.    | 1.    | 1.    | 1.    |
| Skate America                  |       |       |       | 4.    | 2.    |       |       |       |
| Skate Canada                   |       |       |       |       |       | 1.    |       |       |
| Trophée Eric Bompard           |       |       |       |       |       |       | 1.    |       |
| Cup of Russia                  | 3.    |       | 4.    | 4.    | 2.    | 1.    | 1.    | 1.    |
| NHK Trophy                     | 5.    |       | 6.    |       |       |       | 2.    |       |
| Cup of China                   |       |       |       |       |       | 1.    |       | 1.    |

(mit Jekaterina Dawidowa)
| Meisterschaft / Jahr        | 1996 |
| --------------------------- | ---- |
| Juniorenweltmeisterschaften | 1.   |